# ひよこぶたのテーマPART2。
「ひよこぶたのテーマPART2。」（ひよこぶたのテーマパートツー。）は、2001年8月～9月に、NHKの音楽番組『みんなのうた』で放送された楽曲。作詞・作曲：こっこ、編曲：根岸孝旨、歌：Cocco。

## 概要
ひよことぶたが冒険する題材にした歌。タイトルには「PART2」と書いてあっても「PART1」は存在しない。